# Dikdik
Dikdik (Madoqua) – rodzaj ssaków kopytnych z podrodziny antylop (Antilopinae) w obrębie rodziny wołowatych (Bovidae). Pierwsze ślady pobytu antylopy na Ziemi szacuje się na okres 3,5 mln lat temu, kiedy to w północnej Tanzanii w jednym z wykopalisk w Laetoli natrafiono na ślady zostawiane w popiele wyrzucanym przez wulkan. Znaleziono tam też ich odchody, tzw. koprolity w postaci skamieniałych kulek.

## Rozmieszczenie gaograficzne
Rodzaj obejmuje gatunki występujące w Afryce Południowej oraz Wschodniej (Etiopia, Somalia, Kenia, Tanzania, Namibia, Angola).

## Morfologia
Należą do najmniejszych antylop. Długość ciała 47,5–69 cm, długość ogona 2,5–8 cm, długość ucha 6–8,6 cm, wysokość w kłębie 32–43 cm; masa ciała 2,1–9,1 kg (samice są nieco cięższe i większe od samców). Są często porównywane wielkością do zająca. Zdarza się, że padają ofiarą drapieżnych ptaków. Sierść ma kolor szaro-brązowy w górnych i prawie biały w dolnych partiach. Samce mają krótkie, szpiczaste różki. Nazwa dikdik pochodzi od dźwięku, który wydają, gdy są zaniepokojone.

## Systematyka
Rodzaj zdefiniował w 1837 roku irlandzki przyrodnik William Ogilby w artykule zatytułowanym O cechach rodzajowych przeżuwaczy opublikowanym na łamach Proceedings of the Zoological Society of London. Gatunkiem typowym jest (oryginalne oznaczenie) dikdik żwawy (M. saltiana).

### Etymologia
- Madoqua: amh. mĕdaqqwa rodzima nazwa z Etiopii dla dikdików[9][10].
- Rhynchotragus: gr. ῥυγχος rhunkhos ‘pysk’; τραγος tragos ‘kozioł’[2]. Gatunek typowy (oryginalne oznaczenie): Madoqua guentheri O. Thomas, 1894.
- Praemadoqua: łac. prae ‘przed’; rodzaj Madoqua Ogilby, 1837[11]. Gatunek typowy (oryginalne oznaczenie): †Praemadoqua avifluminis Dietrich, 1950.

### Podział systematyczny
Liczba gatunków w obrębie Madoqua jest przedmiotem dyskusji; Mammals of the World wymienia cztery (guentheri, kirkii, piacentinii, saltiana), Mammals Diversity Database siedem (cavendishi, damarensis, guentheri, kirkii, piacentinii, saltiana i thomasi), All the Mammals of the World osiem (cavendishi, damarensis, guentheri, hindei, kirkii, piacentinii, saltiana i thomasi), Handbook of the Mammals of the World i Illustrated Checklist of the Mammals of the World dwanaście (cavendishi, damarensis, guentheri, hararensis, hindei, kirkii, lawrancei, phillipsi, piacentinii, saltiana, swaynei i thomasi), natomiast Ungulate Taxonomy trzynaście (cavendishi, damarensis, guentheri, hararensis, hindei, kirkii, lawrancei, phillipsi, piacentinii, saltiana, smithii, swaynei i thomasi); tutaj lista występujących współcześnie gatunków za Mammals Diversity Database:
| Podrodzaj     | Grafika | Gatunek             | Autor i rok opisu     | Nazwa zwyczajowa  | Podgatunki         | Rozmieszczenie geograficzne | Podstawowe wymiary                                | Status IUCN |
| ------------- | ------- | ------------------- | --------------------- | ----------------- | ------------------ | --- | ------------------------------------------------- | ----------- |
| Madoqua       |         | Madoqua saltiana    | (de Blainville, 1816) | dikdik żwawy      | 5 podgatunków      | Półwysep Somalijski (Etiopia, Erytrea, Dżibuti i Somalia), marginalnie w południowo-wschodnim Sudanie (na południe od rzeki Atbara); być może północno-wschodnia Kenia; zakres wysokości: 0–2000 m n.p.m.                                          | DC: 52–67 cm DO: 3,5–8 cm MC: 2,3–3 kg            | LC          |
| Madoqua       |         | Madoqua piacentinii | Drake-Brockman, 1911  | dikdik srebrzysty | gatunek monotypowy | endemit Somalii: znany z kilku miejsc na środkowym wybrzeżu, niemal tak daleko na południe jak rzeka Uebi Szebelie; rozmieszczenie wydaje się być sporadyczne; zakres wysokości: 0–1000 m n.p.m.                                                   | DC: około 47 cm DO: około 3,7 cm MC: około 2,1 kg | DD          |
| Rhynchotragus |         | Madoqua thomasi     | (O.R. Neumann, 1905)  | dikdik tanzański  | gatunek monotypowy | endemit Tanzanii: od Mwanza, Olduvai i jeziora Manyara do Kondoa, Dodoma, Bugogo, Irangi i Tabora | DC: brak danych DO: brak danych MC: brak danych   | NE          |
| Rhynchotragus |         | Madoqua kirkii      | (A. Günther, 1880)    | dikdik sawannowy  | gatunek monotypowy | północno-wschodnia Kenia od północnego Ewaso Ng’iro do wybrzeża Lamu, na północ do Somalii (do Mogadiszu), prawdopodobnie na wschód i północ od rzeki Tana (lub rzeki Athi); zakres wysokości: 0–2000 m n.p.m.                                     | DC: około 63 cm DO: brak danych MC: około 9,1 kg  | LC          |
| Rhynchotragus |         | Madoqua cavendishi  | O. Thomas, 1898       | dikdik płochy     | 2 podgatunki       | południowo-wschodnia i południowo-zachodnia Kenia oraz północna i północno-wschodnia Tanzania | DC: brak danych DO: brak danych MC: brak danych   | NE          |
| Rhynchotragus |         | Madoqua guentheri   | O. Thomas, 1894       | dikdik drobny     | 2 podgatunki       | południowo-wschodni Sudan Południowy (na wschód od prowincji Nil Biały), północno-wschodnia Uganda, północna Kenia, południowa i południowo-wschodnia Etiopia oraz Somalia (z wyjątkiem regionów przybrzeżnych); zakres wysokości: 0–2100 m n.p.m. | DC: 50–68 cm DO: 2–5 cm MC: 3,5–4,6 kg            | LC          |
| Rhynchotragus |         | Madoqua damarensis  | (A. Günther, 1880)    | dikdik namibijski | gatunek monotypowy | południowo-zachodnia Angola, północno-zachodnia i północna Namibia, na południe aż do gór Brukkaros na 25°50′ S | DC: 58–69 cm DO: 3,2–5,6 cm MC: 4,6–5,5 kg        | NE          |

Kategorie IUCN:  LC  – gatunek najmniejszej troski,  DD  – gatunki o nieokreślonym stopniu zagrożenia;  NE  – gatunki niepoddane jeszcze ocenie.
Opisano również gatunek wymarły z czwartorzędu dzisiejszej Tanazanii: 
- Madoqua avifluminis (Dietrich, 1950)